# Campeonato Mundial e Europeu de Hóquei em Patins Masculino de 1951
O Campeonato Europeu de 1951 foi a 7.ª edição do Campeonato do Mundo de Hóquei em Patins e simultaneamente a 17.ª edição do Campeonato Europeu de Hóquei em Patins.

## Participantes
| Países             | Participação (Mundial) | Participação (Europeu) | Melhor Resultado (Mundial)        | Melhor Resultado (Europeu)                                            |
| Portugal           | 7.ª                    | 12.ª                   | Campeão (1947, 1948, 1949 e 1950) | Campeão (1947, 1948, 1949 e 1950)                                     |
| Itália             | 7.ª                    | 15.ª                   | 2.º Lugar (1936, 1939 e 1950)     | 2.º Lugar (1936, 1939 e 1950)                                         |
| Suíça              | 7.ª                    | 17.ª                   | 3.º Lugar (1950)                  | 2.º Lugar (1937)                                                      |
| Espanha            | 5.ª                    | 5.ª                    | 2.º Lugar (1949)                  | 2.º Lugar (1949)                                                      |
| Alemanha Ocidental | 4.ª                    | 14.ª                   | 5.º Lugar (1936 e 1950)           | 2.º Lugar (1932 e 1934)                                               |
| França             | 7.ª                    | 17.ª                   | 5.º Lugar (1939)                  | 2.º Lugar (1926, 1927, 1928, 1930 e 1931)                             |
| Inglaterra         | 7.ª                    | 17.ª                   | Campeão (1936 e 1939)             | Campeão (1926, 1927, 1928, 1929, 1930, 1931, 1932, 1934, 1936 e 1939) |
| Bélgica            | 7.ª                    | 17.ª                   | 2.º Lugar (1947)                  | 2.º Lugar (1947)                                                      |
| Holanda            | 4.ª                    | 4.ª                    | 8.º Lugar (1949)                  | 8.º Lugar (1949)                                                      |
| Dinamarca          | Estreia                | Estreia                | -                                 | -                                                                     |
| Irlanda            | Estreia                | Estreia                | -                                 | -                                                                     |
| ------------------ | ---------------------- | ---------------------- | --------------------------------- | --------------------------------------------------------------------- |

## Resultados
|                    | Espanha | Portugal | Itália | Bélgica | Alemanha | França | Inglaterra | Suíça | Países Baixos | República da Irlanda | Dinamarca |
| ------------------ | ------- | -------- | ------ | ------- | -------- | ------ | ---------- | ----- | ------------- | -------------------- | --------- |
| Espanha            |         | 4-3      | 2-1    | 5-1     | 7-1      | 1-1    | 7-2        | 8-0   | 4-1           | 20-0                 | 14-0      |
| Portugal           |         |          | 4-1    | 0-1     | 3-1      | 3-2    | 6-2        | 10-1  | 16-0          | 14-0                 | 20-0      |
| Itália             |         |          |        | 7-2     | 4-3      | 2-0    | 3-1        | 3-2   | 6-3           | 13-1                 | 20-0      |
| Bélgica            |         |          |        |         | 4-3      | 2-1    | 3-1        | 2-3   | 6-0           | 14-0                 | 22-0      |
| Alemanha Ocidental |         |          |        |         |          | 3-2    | 7-1        | 8-1   | 4-3           | 5-1                  | 20-0      |
| França             |         |          |        |         |          |        | 6-1        | 5-1   | 3-1           | 10-0                 | 13-0      |
| Inglaterra         |         |          |        |         |          |        |            | 2-1   | 6-2           | 11-0                 | 11-0      |
| Suíça              |         |          |        |         |          |        |            |       | 3-0           | 6-1                  | 12-0      |
| Holanda            |         |          |        |         |          |        |            |       |               | 6-1                  | 7-0       |
| Irlanda            |         |          |        |         |          |        |            |       |               |                      | 2-1       |
| Dinamarca          |         |          |        |         |          |        |            |       |               |                      |           |

## Classificação final
| Lugar | Seleção            | J  | V | E | D  | P  | GM | GS  | Dif. |
| ----- | ------------------ | -- | - | - | -- | -- | -- | --- | ---- |
|       | Espanha            | 10 | 9 | 1 | 0  | 19 | 72 | 10  | +62  |
|       | Portugal           | 10 | 8 | 0 | 2  | 16 | 79 | 12  | +67  |
|       | Itália             | 10 | 8 | 0 | 2  | 16 | 61 | 18  | +43  |
| 4     | Bélgica            | 10 | 7 | 0 | 3  | 14 | 57 | 20  | +37  |
| 5     | Alemanha Ocidental | 10 | 6 | 0 | 4  | 12 | 55 | 26  | +29  |
| 6     | França             | 10 | 5 | 1 | 4  | 11 | 43 | 14  | +29  |
| 7     | Inglaterra         | 10 | 4 | 0 | 6  | 8  | 38 | 35  | +3   |
| 8     | Suíça              | 10 | 4 | 0 | 6  | 8  | 30 | 40  | -10  |
| 9     | Holanda            | 10 | 2 | 0 | 8  | 4  | 23 | 49  | -26  |
| 10    | Irlanda            | 10 | 1 | 0 | 9  | 2  | 6  | 100 | -94  |
| 11    | Dinamarca          | 10 | 0 | 0 | 10 | 0  | 1  | 141 | -140 |

| Campeões Mundiais 1951 |
| ---------------------- |
| Espanha                |
| ESPANHA 1.º Título     |

| Campeões Europeus 1951 |
| ---------------------- |
| Espanha                |
| ESPANHA 1.º Título     |